# Avatar (film)
Avatar is een Amerikaanse stereoscopische (3D) sciencefictionfilm uit 2009, geregisseerd door James Cameron. De film ging op 16 december 2009 in première in de Verenigde Staten en bracht op die dag ruim 27 miljoen dollar op. Daarna bracht de film meer dan 2,7 miljard Amerikaanse dollar op en is daarmee de succesvolste film ooit. Avatar won onder meer twee Golden Globes en drie Oscars. De film werd in 2022 opgevolgd door Avatar: The Way of Water.

## Verhaal
Het is 2154 op de fictieve maan Pandora van de planeet Polyphemus die in een baan draait om de ster Alpha Centauri A. Een aards mijnbouwbedrijf heeft onder leiding van Parker Selfridge een vestiging op Pandora voor het delven van een kostbaar mineraal, unobtanium ("onverkrijgbarium"). Voor de interstellaire ruimtereis van en naar de aarde worden snelle ruimteschepen gebruikt die de vier lichtjaren in zes jaar afleggen. Bovendien maken vervoerde personen de reis in ingevroren toestand, zodat deze heel kort lijkt te duren. Er is op Pandora een inheemse bevolking van humanoïde wezens, de Na'vi. Ze zijn intelligent zoals mensen, maar technologisch minder ver ontwikkeld. Ze lopen net als mensen op twee benen, zijn 3 meter lang, slank, lenig, met een staart en een huid met een zebra-patroon van licht- en donkerblauw. De mensen hebben een techniek ontwikkeld om een wezen te creëren dat een genetische tussenvorm is tussen een bepaald mens en de Na'vi, zijn zogenaamde avatar. De betreffende mens kan via apparatuur mentaal draadloos verbonden worden met zijn/haar avatar waardoor hij deze kan besturen, en kan zien en voelen via de avatar, terwijl zijn eigen lichaam slaapt. Als de avatar slaapt kan de verbinding verbroken worden zodat de bestuurder kan eten en rapporteren. Via de avatars kunnen de mensen gemakkelijker contact leggen met de Na'vi, bovendien hoeft de avatar niet zoals mensen een zuurstofmasker te dragen op Pandora.
De relatie tussen de mensen en de Na'vi is niet goed. Parker Selfridge is een typische 'corporate manager' die slechts geïnteresseerd is in het delven van erts voor financieel gewin. Zijn machines walsen alles plat en vernielen het woud, tot grote woede van de Na'vi. De wetenschappers onder leiding van Grace Augustine willen Pandora en het Pandoraanse leven bestuderen, wensen vreedzame betrekkingen en proberen Selfridge te interesseren in vrede en een soort handelsovereenkomst met de Na'vi te sluiten. Grace heeft met haar avatar zelfs een schooltje gesticht in de Na'vi-nederzetting zodat de Na'vi enigszins Engels spreken, maar kort voor het begin van het verhaal is haar te kennen gegeven door de Na'vi dat ze niet meer welkom is. Verder zijn er beveiligingstroepen, allemaal voormalige mariniers geleid door kolonel Miles Quaritch. Quaritch gelooft sterk in het gebruik van brute kracht en ziet de Na'vi als hinderlijk ongedierte dat in de weg zit.
De voormalig marinier Jake Sully krijgt onverwacht de gelegenheid om naar Pandora te worden uitgezonden, omdat zo de kostbare avatar van zijn overleden tweelingbroer alsnog gebruikt kan worden, omdat ze hetzelfde DNA hebben. Dat hij aan zijn benen verlamd is is geen bezwaar, hij vindt het juist prachtig dat hij als avatar weer kan lopen. Hij wordt als avatar ingezet als beveiliger van de onderzoekers. Hij raakt gescheiden van de anderen en wordt belaagd door enkele inheemse diersoorten. Neytiri van de Na'vi-stam Omaticaya wil hem eerst doden, maar krijgt dan een teken van de godin van de Na'vi, Eywa, dat gunstig is voor Jake. Ze redt hem en krijgt van haar stam opdracht hem van alles over hun leven te leren. Op die manier raakt hij bijvoorbeeld stilaan bedreven in het berijden van een ikran, een vliegend dier. Jake en Neytiri worden uiteindelijk verliefd op elkaar en worden een koppel.
Wegens Jakes goede contacten met de Na'vi zet Quaritch hem in als spion en onderhandelaar, hoewel hij in tegenstelling tot de wetenschappers in het begin nog heel weinig kennis heeft van Pandora en de cultuur van de Na'vi. Het mineraal bevindt zich echter onder Hometree, een enorme boom waarin de Omaticaya leven en die ze niet bereid zijn te verlaten. Door militair ingrijpen wordt onder leiding van Selfridge en Quaritch Hometree vernield en worden de Na'vi met geweld verjaagd, waarna Jake de kant van de Na'vi kiest. Twee wetenschappers met een avatar (Grace Augustine en Norm Spellman), wetenschapper Max Patel en pilote Trudy Chacon steunen hem, en helpen hem de speciale apparatuur te stelen waardoor de avatars gebruikt kunnen worden. Neytiri's vader Eytukan, die de leider van de Omaticaya is, wordt tijdens de aanval gedood. Tsu'tey is zijn opvolger. Even voelen Neytiri en Tsu'tey zich verraden door Jake, maar als Jakes avatar erin slaagt de vervaarlijke toruk (grote leonopteryx), een vliegend dier groter dan een ikran, te temmen en te berijden, wat hem zeer veel aanzien verleent, zien ze in dat hij aan hun kant staat.
Andere Na'vi-stammen sluiten zich aan bij de Omaticaya. Quaritch ontdekt dit en wil het moreel van de Na'vi breken door de heilige Tree of Souls ook te vernielen, voordat de overmacht van de Na'vi te groot wordt. Er volgt een strijd waarbij Jakes avatar op de toruk en de Na'vi op hun banshees vliegen en waarbij ook enkele Na'vi van communicatieapparatuur van de mensen gebruikmaken. Eywa kiest de kant van de Na'vi waardoor de gehele fauna zich tegen de mensen keert. Uiteindelijk springt Quaritch in een mecha uit een neerstortend vliegtuig, waarna hij de container met Jakes mensenlichaam vernielt, waardoor dit van zijn avatar ontkoppeld wordt en geen zuurstof meer krijgt. Neytiri doodt Quaritch. Hoewel ze nog nooit Jakes mensenlichaam heeft gezien, herkent ze hem wel doordat het DNA van de avatar is gemengd met menselijk DNA en het DNA van de Na'vi; de avatar lijkt daardoor altijd op zijn bestuurder. Ze redt hem door hem een zuurstofmasker om te doen.
De mensen worden uiteindelijk verslagen en van Pandora verdreven. Jake besluit op de planeet te blijven. De Na'vi hebben een ritueel waarbij ze de ziel van een mensenlichaam proberen over te planten naar de bijbehorende avatar. Dat is mislukt bij de stervende Grace, maar lukt nu wel bij Jake, waardoor Jake nu als Na'vi verder kan leven op Pandora.

## Rolverdeling
| Acteur             | Personage                | Opmerkingen                                                                                       |
| ------------------ | ------------------------ | ------------------------------------------------------------------------------------------------- |
| Sam Worthington    | Jake Sully               | Een voormalig marinier die met de avatar van zijn overleden tweelingbroer op Pandora gaat werken. |
| Sigourney Weaver   | Grace Augustine          | Een van de wetenschappers op Pandora. Baas van Jake.                                              |
| Zoë Saldana        | Neytiri                  | Na'vi: dochter van Mo'at en Eytukan, voelt zich aangetrokken tot Jake.                            |
| Joel David Moore   | Norm Spellman            | Vriend van Jake, ook als Na'vi.                                                                   |
| Michelle Rodríguez | Trudy Chacon             | Vriendin van Jake, helpt Jake en de Na'vi's ook in het gevecht tegen kolonel Miles Quaritch.      |
| CCH Pounder        | Mo'at                    | Na'vi: Omaticaya's spirituele leider, Neytiri's moeder en vrouw van Eytukan.                      |
| Wes Studi          | Eytukan                  | Na'vi: Omaticaya's leider van de stam, man van Mo'at en Neytiri's vader.                          |
| Laz Alonso         | Tsu'tey                  | Na'vi: rechthebbende van het leiderschap van de stam en verloofd met Neytiri.                     |
| Stephen Lang       | Kolonel Miles Quaritch   | Baas beveiliging op Pandora. Wordt gezien als algemene vijand.                                    |
| Giovanni Ribisi    | Parker Selfridge         | De leider van de missie.                                                                          |
| Dileep Rao         | Dr. Max Patel            | Een van Jakes vrienden op de basis.                                                               |
| Matt Gerald        | Korporaal Lyle Wainfleet |                                                                                                   |

## Techniek
Avatar is een groots opgezette sciencefictionfilm waarbij veel nieuwe technieken gebruikt worden. De film bestaat voor een deel uit computergegenereerde objecten, zoals de Na'vi en avatars, waarvoor motion capture is gebruikt. Het Nieuw-Zeelandse bedrijf Weta Digital, bekend van The Lord of the Rings van Peter Jackson, heeft de omvangrijke computeranimatie en effecten geproduceerd, die bij elkaar ruim één petabyte aan schijfruimte in beslag nemen. Cameron kreeg van 20th Century Fox een budget van 195 miljoen Amerikaanse dollar voor het project, maar dit bedrag is nog verder opgelopen. Camerons projecten Terminator 2: Judgment Day en Titanic waren ook al uiterst prijzige films, en waren in hun tijd met een budget van respectievelijk 105 miljoen dollar en 200 miljoen dollar zelfs de duurste films aller tijden.
De film werd in 3D opgenomen door middel van twee high-definition-camera's in één behuizing, waardoor er diepte ontstaat.
Bij de vertoning worden circulair gepolariseerde brillen gebruikt.
De film is ook in 2D uitgebracht.
De film is op dvd leverbaar, maar deze is niet in stereo.
Net als voor Titanic selecteerde Cameron jonge, relatief onbekende maar naar zijn inzicht talentvolle acteurs, zoals Sam Worthington.
De muziek voor de film werd, net als voor de films Aliens en Titanic, gecomponeerd door James Horner.

## Ontwikkeling
Avatar is de eerste grote filmproductie die Cameron regisseerde na Titanic. Cameron wilde de film al eerder maken. Reeds in 1995 schreef hij een 80 pagina's tellend script voor Avatar. In augustus 1996 kondigde Cameron aan dat hij na Titanic meteen zou gaan werken aan Avatar. De plannen waren al in een vergevorderd stadium; zes acteurs zouden de hoofdrollen op zich nemen, het budget zou 100 miljoen dollar bedragen en Digital Domain zou de speciale effecten produceren. Dit oorspronkelijke plan ging niet door, omdat bleek dat de technologie nog niet zover gevorderd was. In juni 2005 maakte Cameron bekend dat hij werkte aan twee films, Blue Angel, gepland voor 2007, en Project 880, gepland voor 2009. In 2006 zei Cameron dat beide projecten van premièrejaar zouden wisselen. Datzelfde jaar werd ook bekend dat Project 880 eigenlijk de film Avatar was, de film die Cameron al langer had willen maken. De premièredatum van Avatar werd in 2006 alsmaar uitgesteld, oorspronkelijk was het 2007, later 2008 en uiteindelijk 2009. De eerste beelden van Avatar werden getoond tijdens de Cine-Expo op 23 juni 2009 in de Amsterdam RAI.
In januari 2007 kondigde Paramount Pictures aan een speelfilm te willen maken van de animatieserie Avatar, met als regisseur M. Night Shyamalan. Camerons Avatar was al eerder geregistreerd als merknaam waardoor Shyamalans film The Last Airbender ging heten.
Cameron heeft op 5 januari 2010 tijdens een persconferentie verklaard dat er een seksscène op de dvd-uitgave komt. Hij zei dat ze willen laten zien hoe aliens seks hebben. Het vormde een technische uitdaging, maar ze hebben het precies gedaan zoals ze het in gedachten hadden. De scène, die de liefdesdaad tussen aardling Jake Sully en alien Neytiri weergeeft is uit de bioscoopversie van de film gelaten om de filmkeuring op een zo laag mogelijke leeftijd te houden. De scène is te zien op de tweede disc.

## Vervolg
Cameron is bezig met verschillende vervolgdelen van Avatar. 13 jaar na de release van Avatar verschijnt in december 2022 Avatar 2, Avatar: The Way of Water. Op 22 september dat jaar werd de originele film ge-rereleased waarbij de film is gerestaureerd tot 4K HDR met HFR en verbeterd geluid.

## Prijzen

### Oscars
- Best Cinematography - Mauro Fiore
- Best Art Direction - Rick Carter, Robert Stromberg, Kim Sinclair
- Best Visual Effects - Joe Letteri, Stephen Rosenbaum, Richard Baneham, Andy Jones

### BAFTA Awards
- Best Special Visual Effects - Joe Letteri, Stephen Rosenbaum, Richard Baneham, Andy Jones
- Best Production Design - Rick Carter, Robert Stromberg, Kim Sinclair

### Golden Globes
- Best Motion Picture - Drama
- Best Director - Motion Picture - James Cameron